# Segundo Frente Nacional del Escambray
El Segundo Frente Nacional del Escambray (SFNE) fue un grupo guerrillero cubano creado y dirigido por el español Eloy Gutiérrez Menoyo en noviembre de 1957. Entre sus principales miembros incluían a Jesús Carreras Zayas y William Alexander Morgan. 
Si bien inicialmente el grupo apoyó a Fidel Castro en sus esfuerzos por derrocar al presidente cubano Fulgencio Batista actuando en la zona de los montes Escambray, en la provincia de Villa Clara. Después de que Castro asumió el poder, algunos de sus miembros se unieron a ex soldados de Batista y agricultores locales en la Rebelión del Escambray en oposición a Fidel Castro.

## Origen
En 1957 Eloy Gutiérrez Menoyo era un miembro secundario del Directorio Revolucionario 13 de marzo, una organización política frontalmente opuesta al gobierno de Fulgencio Batista, que el 13 de marzo de 1957 realizó el ataque al palacio presidencial de Cuba, acción en la que murió su hermano Carlos Gutiérrez Menoyo. Inmediatamente después, con 22 años, Eloy Gutiérrez Menoyo se convirtió en el jefe de acción del Directorio Revolucionario en La Habana y organizó un frente guerrillero en el interior de la isla, que se adoptó el nombre Frente Nacional (Escambray), que actuó en la zona de los montes Escambray, en la provincia de Villa Clara. Sin embargo, pocos meses después de su creación, en julio de 1958 hubo una escisión dentro del Directorio Revolucionario y Eloy Gutiérrez Menoyo decidió formar su propio movimiento guerrillero con el nombre de Segundo Frente Nacional del Escambray.

## Acción militar y controversias

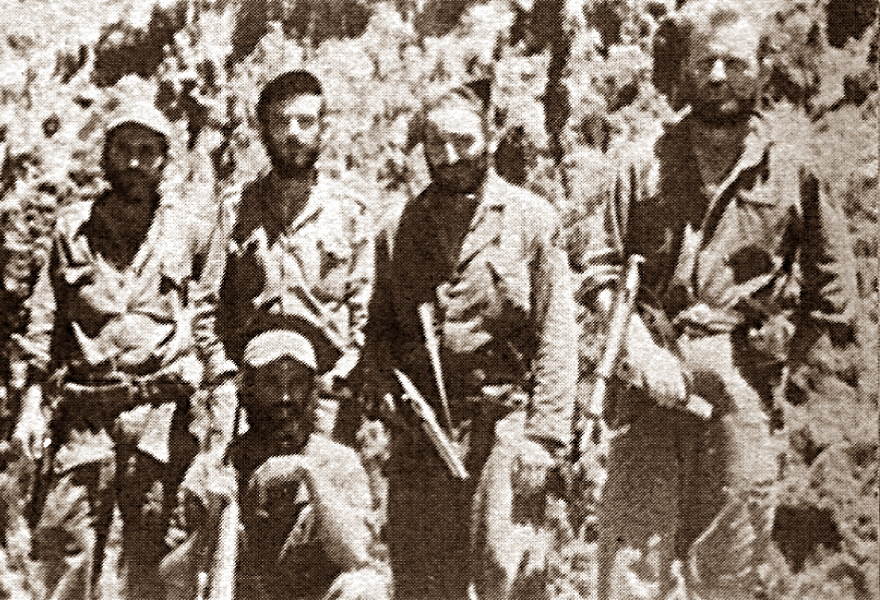
Guerrilleros del Escambray en 1958. (De izquierda a derecha) Nene Français, Eloy Gutiérrez Menoyo, José García, Henry Fuerte y William Alexander Morgan.

Algunos de sus miembros más importante eran Max Lesnik, Armando Fleites y Lázaro Artola. El "Manifiesto del Escambray" del DRE del 24 de febrero de 1958 preveía una guerra de guerrillas urbana y rural simultánea contra Fulgencio Batista. Pidió la restauración de la Constitución cubana de 1940 y la revolución social, mientras atacaba a:
"aquellos que hace solo unos años apoyaron a los nazis en las tierras conquistadas de Europa"
Una referencia directa a los comunistas. A medida que el manifiesto circulaba por toda la isla, la guerrilla del Escambray ganaba fuerza. El grupo alcanzó a tener unos 300 combatientes y protagonizaron numerosos ataques a cuarteles militares de la dictadura de Fulgencio Batista a finales de 1958
El Segundo Frente no tuvo una buena relación con las tropas del Che Guevara, ni del Directorio Revolucionario 13 de marzo, ya que estos no los consideraban guerrilleros sino meros cuatreros debido a su costumbre de robar ganado -razón por la cual eran conocidos despectivamente entre el pueblo como los "comevacas"- y exigir un «impuesto revolucionario» a los pobres campesinos. Lograron mantener una cierta presencia en la zona.
Tras la renuncia de Batista en la madrugada del 1 de enero de 1959, las tropas de Segundo Frente Nacional del Escambray fueron de los primeros grupos guerrilleros en alcanzar La Habana  el 3 de enero de 1959 y se alojaron en el modesto hotel Capri, Mientras que Fidel Castro y el Movimiento 26 de Julio llegaron unos días después, el 8 de enero de 1959. Tras el éxito de la Revolución cubana, el Frente Nacional del Escambray fue absorbida por el ejército de Castro y muchos líderes del movimiento fueron considerados Héroes de la Rebelión.

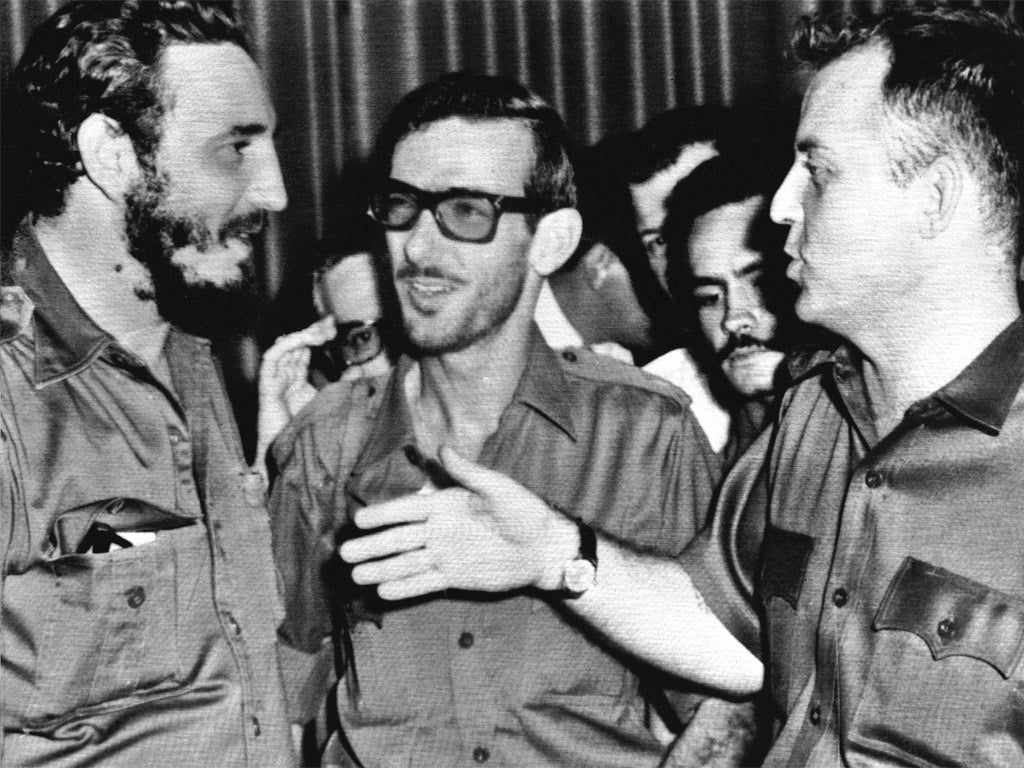
Fidel Castro, Eloy Gutiérrez Menoyo y William Alexander Morgan en La Habana en 1959.

El grupo reconoció al nuevo Gobierno, encabezado por Fidel Castro, Manuel Urrutia Lleó y José Miró Cardona. A pesar del éxito, miembros del Frente Nacional como Menoyo, no fueron incluidos ni se les ofrecieron puestos de trabajo en el gobierno de Castro. Estas tensiones escalaron rápidamente hasta la resurrección del Movimiento del Frente Nacional en septiembre de 1959.

## Rebelión contra Fidel

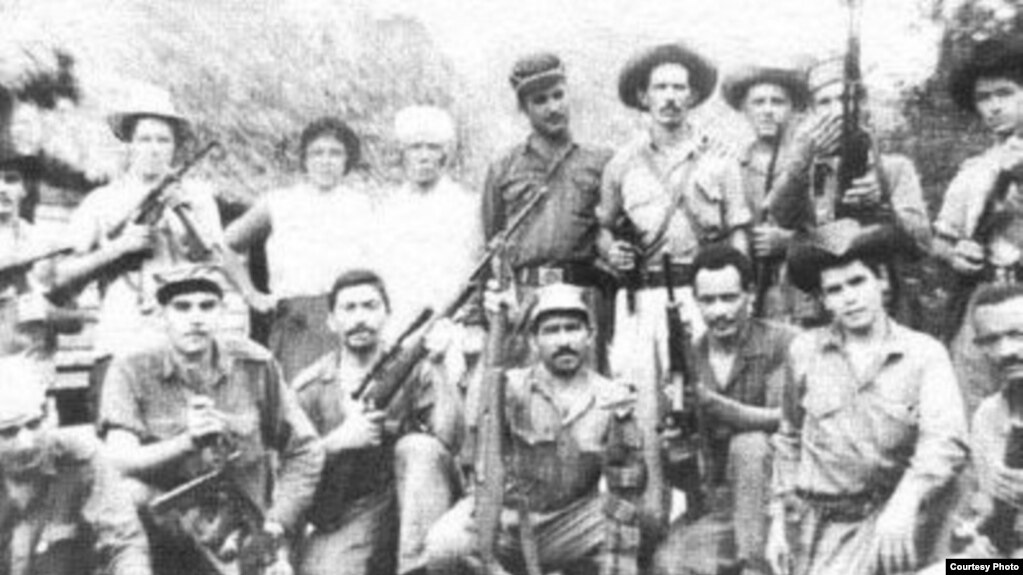
Reunión de jefes de la Rebelión del Escambray. Entre ellos Osvaldo Ramírez García, Evelio Duque,¨el Congo Pacheco, Tomás San Gil y Julio Emilio Carretero.

Al establecer un movimiento anticastrista, Eloy Gutiérrez Menoyo se retiró a las montañas del Escambray, la base de la última revolución. El movimiento se hizo popular entre los agricultores que no apoyaban la colectivización impuesta por el gobierno de Fidel Castro, lo que llevó al movimiento a liderar ataques dirigidos a centros agrícolas e incendios de campos. En 1960 el comandante Jesús Carreras Zayas fue acusado de contrarrevolucionario y el 20 de octubre de ese año fue llevado a la prisión de La Cabaña donde permaneció hasta su fusilamiento el 11 de marzo de 1961.
Fue a través de estas acciones que el movimiento se comprometió con el régimen de Castro, ya que no era lo suficientemente fuerte como para participar en una revolución de conflicto directo. Después de que Fidel Castro anunciara sus vínculos con la Unión Soviética, Estados Unidos comenzó a apoyar al Frente Nacional para oponerse a la expansión del comunismo en el hemisferio occidental. Una de las principales figuras en la adquisición de ayuda estadounidense para la revolución fue William Alexander Morgan, un estadounidense que había luchado en la revolución y se unió al movimiento anticastrista. Morgan fue un exmiembro del Ejército de los Estados Unidos y actuó como el principal punto de comunicación entre el gobierno estadounidense y el movimiento Escambray.

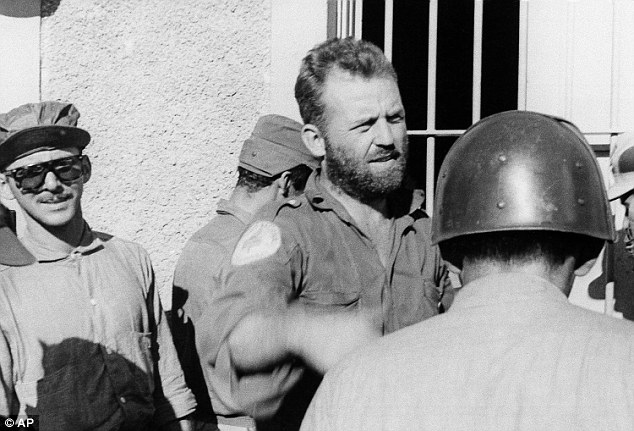
William Alexander Morgan en una prisión de La Habana poco antes de ser ejecutado.

Morgan asumió la posición de Comandante en el movimiento, ya que Estados Unidos lo favorecía como una fuerte oposición a Fidel Castro y un potencial líder de transición del pueblo. Sin embargo, tras la captura y ejecución de William Alexander Morgan en marzo de 1961, el movimiento sufrió su primera gran derrota.
Antes de la captura y asesinato de Morgan, Estados Unidos estaba en estrecho contacto con el Frente Nacional formulando un plan para enfrentar directamente al gobierno de Fidel Castro. Este plan se construyó en coordinación con la administración de Dwight D. Eisenhower, pero la planificación se llevó a cabo demasiado cerca del final del mandato de Eisenhower y tendría que posponerse hasta que el próximo presidente asumiera el cargo. En enero de 1961, Menoyo tomó un pequeño grupo de miembros del Frente y viajó a Florida para formar Alpha 66, una división de élite de combatientes cubanos para participar en la operación planificada conocida como Invasión de bahía de Cochinos.

### Últimos años y derrota
Luego de una serie de derrotas tácticas, el Frente Nacional persistió en la operación a pesar de perder 2 líderes. Eloy Gutiérrez Menoyo permaneció en Florida con Alpha 66 y un pequeño grupo de líderes mantienen huelgas organizadas en granjas y suburbios industriales. Este período se vio un estancamiento de las operaciones de movimiento a medida que las huelgas se volvieron más rutinarias. Este estancamiento se debió a la serie de derrotas que sufrió el movimiento en 1961, lo que impidió que el grupo participara en operaciones importantes con el apoyo de los Estados Unidos, ya que las comunicaciones con los estadounidenses disminuyeron después del fracaso de la invasión de bahía de Cochinos. Después de la crisis de los misiles de Cuba, una de las condiciones de paz entre Estados Unidos y la Unión Soviética fue que Estados Unidos cortara toda ayuda a las insurgencias cubanas. Esto significó que el Segundo Frente Nacional del Escambray ya no contaría con ningún tipo de apoyo estadounidense. La ausencia de ayuda estadounidense significó que ya no se proporcionarían municiones ni suministros médicos, lo que prohibiría aún más el movimiento de cualquier conflicto importante, ya que no podrían tratar a los heridos.
La derrota final del movimiento se produjo en 1964 cuando  Eloy Gutiérrez Menoyo regresó de Florida en diciembre de 1964 para montar un asalto costero en el norte de Cuba. El resultado fue que Menoyo fue capturado por el gobierno cubano y la dirección del movimiento se rindió formalmente al régimen. Max Lesnik se radicó en Miami en 1961, desde donde se opuso frontalmente a la política estadounidense hacia Cuba, fundando Radio Miami.